# Much Dewchurch
Much Dewchurch – wieś w Anglii, w hrabstwie Herefordshire. Leży 10 km na południe od miasta Hereford i 189 km na zachód od Londynu.